# Kommunalpolitische Vereinigung der CDU und CSU Deutschlands
Die Kommunalpolitische Vereinigung der CDU und CSU Deutschlands (KPV) ist eine Unterorganisation der CDU und der CSU. Sie richtet sich an die kommunalen Mandatsträger der beiden Parteien und will die Arbeit der Union auf der Ebene der Städte und Gemeinden koordinieren. Hierzu führt die KPV Schulungen und Beratungen für kommunale Mandatsträger durch, wirkt aber auch bei der Vorbereitung kommunalpolitisch relevanter Gesetze mit.

## Geschichte
Die Geschichte der KPV reicht bis in die unmittelbare Nachkriegszeit in Deutschland zurück. Ende 1945 richteten christdemokratische Politiker in Hessen ein Kommunalsekretariat ein. Diesem Beispiel folgten ähnliche Gründungen in Nordrhein-Westfalen, Rheinland-Pfalz und Bayern. Im Januar 1948 vereinbarten Vertreter der Westzonen bei einem Treffen in Wiesbaden, die Organisation kommunalpolitischer Arbeitsgemeinschaften in allen Ländern der drei Zonen durchzuführen. Dieses führte im August 1948 zur Ersten interzonalenkommunalpolitischen Tagung der CDU/CSU in Koblenz. Dort wurde u. a. eine Satzung verabschiedet sowie ein erstes kommunalpolitisches Grundsatzprogramm beschlossen. Zum ersten Vorsitzenden der KPV wurde der Recklinghäuser Oberbürgermeister Wilhelm Bitter gewählt. Nachdem die Vereinigung anfangs ihren Sitz in der Stadt ihres Vorsitzenden hatte, entschloss man sich nach dem Ende seiner Amtszeit 1964 diesen nach Bonn zu verlagern. Seit 1967 ist der Sitz in der CDU-Bundeschäftsstelle integriert und befindet sich mit dem Umzug der CDU nach Berlin seit 2000 nunmehr in der deutschen Hauptstadt. In den 1970er Jahren erhielt die KPV mit Horst Waffenschmidt erstmals einen Bundespolitiker zum Vorsitzenden. 
Er richtete die Vereinigung durch intensive programmatische Arbeit neu aus und sicherte ihr so innerhalb der beiden Unionsparteien sowie in der gemeinsamen Bundestagsfraktion von CDU und CSU einen größeren Einfluss.

## Bundesvorsitzende
- 1948–1964: Wilhelm Bitter
- 1964–1968: Walter Jansen
- 1968–1973: Joseph Pütz
- 1973–1997: Horst Waffenschmidt
- 1997–2013: Peter Götz
- 2013–2017: Ingbert Liebing[1]
- seit 2017: Christian Haase[2]